# Suchs

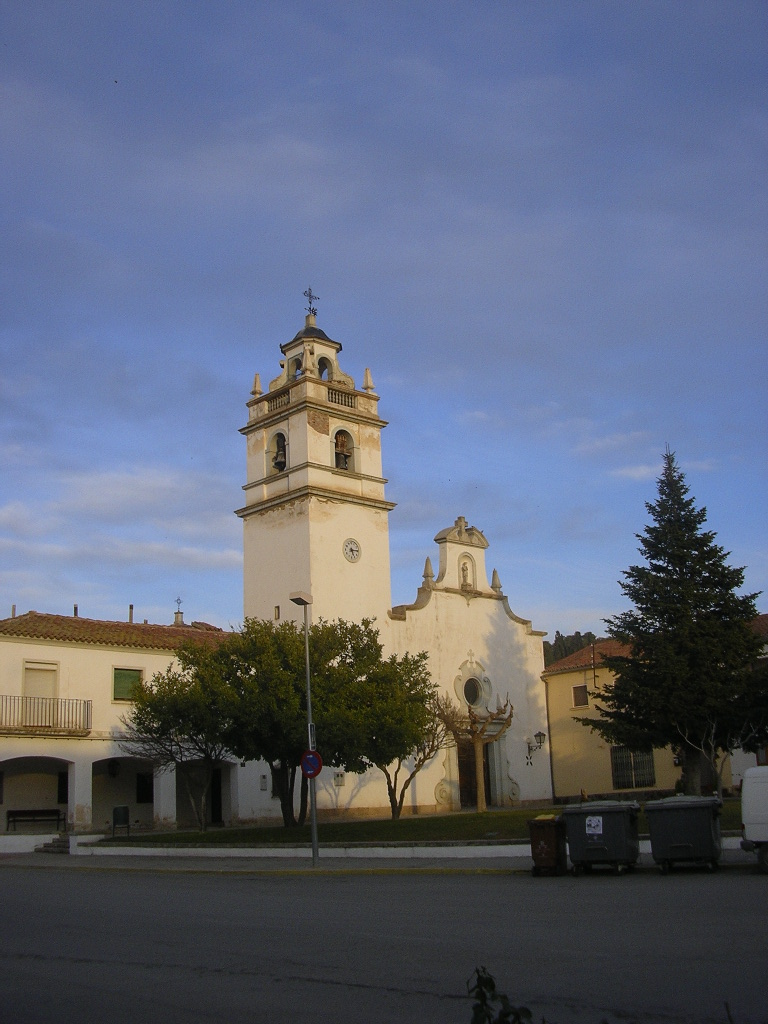
Iglesia de Suchs.

Suchs (oficialmente Sucs) es un núcleo de población del municipio de Lérida, en la comarca del Segriá, provincia de Lérida, comunidad autónoma de Cataluña, España. Está considerada como entidad municipal descentralizada. Se encuentra a 22 km del centro de Lérida. Limita al norte con Almacellas, al sur con Gimenells, al este con Raimat y al oeste con Tamarite de Litera. En el año 2012 contaba con 604 habitantes.

## Historia
Originariamente fue un poblado ilergeta. De la época romana, se cree que los restos del castillo de Suchs, podrían ser la parte inferior de una torre vigía de la vía imperial romana que iba de Tarraco a Caesaraugusta pasando por Ilerda, cerca de Suchs por el camino de «lengua enjuta» hacia Monzón.
En el año 1092 formaba parte del reino de Monzón, siendo reconquistada la localidad de Suchs el año 1149 junto con Lérida. El obispo de Lérida donó Suchs a la parroquia de San Lorenzo de Lérida el año 1168. Después paso por varios señores propietarios hasta que llegó a estar bajo la Pia Almoina de Lérida. A partir de entonces, la documentación del Cabildo de la Catedral de Lérida es muy abundante. La sequía, el hambre y sobre todo las guerras, ya que era un punto fronterizo, acabaron con los habitantes de Suchs quienes empezaron a emigrar a otros lugares. La despoblación fue un hecho a partir de 1658. Con la desamortización de 1835 fue adquirido por diferentes propietarios.
El Instituto Nacional de Colonización dentro del Plan de Reforma Agraria proyectado por el franquismo, compró la finca en 1944 de 2034,39 ha a la sociedad «Agrícola de Sucs S.A.» por un valor total de 5 250 000 pesetas, donde se realizó la parcelación, red hidráulica y construcción del pueblo que pronto será habitado por familias de emigrantes llegadas desde diferentes puntos de España. A finales de la década de 1940 se construirían unas escuelas unitarias bajo proyecto del arquitecto José Borobio.

## Toponimia
El topónimo Suchs proviene posiblemente del árabe y equivale a feria, mercadillo, «zoco rural», lugar de transacción. Aunque oficialmente la forma actual del topónimo es «Sucs» la grafía antigua «Suchs» es la que prevalece en los rótulos de la propia población.
Otra posible explicación del topónimo sería que proviene de la palabra latina «sulcu», surco en castellano, un término ligado a la orografía del terreno, situado en el plano y rodeado por pequeñas sierras.

## Economía
La economía de Suchs es eminentemente agrícola. 

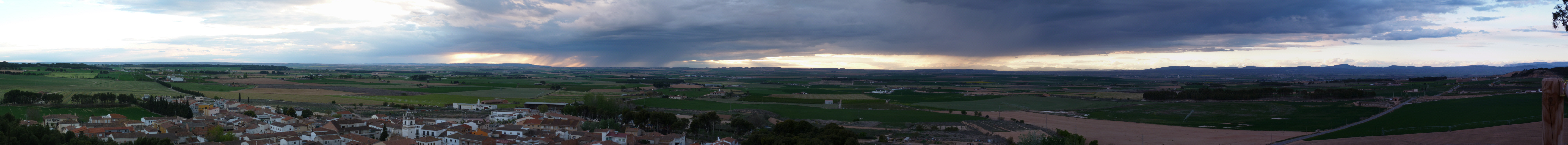
Panorámica de Sucs y frontera Aragón-Cataluña.jpg

## Lugares para visitar
- Encima de un monte denominado «Lo vilot», situado al lado de la población, se encuentran lo restos del castillo de Sucs.
- Al pie del castillo se encuentran los restos de una iglesia románica. Tiene una sola nave, con ábside semicircular, y en ella destaca el cuerpo de una pequeña capilla en el punto de unión del muro septentrional con el inicio de la curva absidal.
- Dentro del parque se puede encontrar tres grandes silos de la misma época.